# Columbus (Carolina del Nord)
Columbus és una població dels Estats Units i seu del comtat de Polk a l'estat de Carolina del Nord. Segons el cens del 2000 tenia 992 habitants.

## Demografia
Segons el cens del 2000, Columbus tenia 992 habitants, 414 habitatges i 238 famílies. La densitat de població era de 216,4 habitants per km².
Dels 414 habitatges en un 19,8% hi vivien nens de menys de 18 anys, en un 44,7% hi vivien parelles casades, en un 10,4% dones solteres, i en un 42,5% no eren unitats familiars. En el 38,6% dels habitatges hi vivien persones soles el 26,8% de les quals corresponia a persones de 65 anys o més que vivien soles. El nombre mitjà de persones vivint en cada habitatge era de 2,08 i el nombre mitjà de persones que vivien en cada família era de 2,75.
Per edats la població es repartia de la següent manera: un 17,5% tenia menys de 18 anys, un 5% entre 18 i 24, un 21,1% entre 25 i 44, un 17,6% de 45 a 60 i un 38,7% 65 anys o més.
L'edat mediana era de 52 anys. Per cada 100 dones de 18 o més anys hi havia 79,4 homes.
La renda mediana per habitatge era de 25.469 $ i la renda mediana per família de 38.542$. Els homes tenien una renda mediana de 30.000 $ mentre que les dones 19.000 $. La renda per capita de la població era de 15.587 $. Entorn del 9,3% de les famílies i el 15,8% de la població estaven per davall del llindar de pobresa.

## Poblacions properes
El següent diagrama mostra les poblacions més properes.